# 아이오코메테 하나타바오
《아이오코메테 하나타바오(일본어: 愛をこめて花束を)》는 슈퍼플라이가 2008년 2월 27일에 발매한 CD 싱글이다.

## 곡 목록
1. 愛をこめて花束を - 4:53
2. 愛と感謝 - 4:24
3. Rhiannon - 5:00